# Зефелд (Горња Баварска)
Зефелд (њем. Seefeld) град је у њемачкој савезној држави Баварска. Једно је од 14 општинских средишта округа Штарнберг. Према процјени из 2010. у граду је живјело 7.073 становника. Посједује регионалну шифру (AGS) 9188132.

## Географски и демографски подаци
Зефелд се налази у савезној држави Баварска у округу Штарнберг. Град се налази на надморској висини од 570 метара. Површина општине износи 34,9 km². У самом граду је, према процјени из 2010. године, живјело 7.073 становника. Просјечна густина становништва износи 203 становника/km².

## Међународна сарадња
| Мјесто | Држава  | Врста сарадње | Од    |
| ------ | ------- | ------------- | ----- |
| Бренер | Италија | контакт       | 1980. |
| Извор  |         |               |       |